# 北慈廉郡
北慈廉郡（越南语：／）是越南首都河內市下轄的一個郡。大将文进勇的故乡。

## 地理
北慈廉郡东接西湖郡，北与东英县隔红河相望，西接丹凤县和怀德县，东南接纸桥郡，南接南慈廉郡。

## 历史
2013年12月27日，以慈廉县上葛社、连幕社、西就社、瑞芳社、明开社、富演社、东鄂社、春鼎社、古芮社9社和春芳社部分区域、梂演市镇部分区域析置北慈廉郡；上葛社改制为上葛坊，连幕社改制为连幕坊，瑞芳社改制为瑞芳坊，明开社改制为明开坊，西就社和春芳芳部分区域合并为西就坊，东鄂社分设为东鄂坊、德胜坊，春鼎社分设为春鼎坊、春早坊，古芮社和梂典市镇部分区域分设古芮一坊、古芮二坊，富演社和梂典市镇部分区域分设为福演坊、富演坊。
2021年4月27日，古芮一坊部分区域划归纸桥郡义新坊管辖。

## 行政区划
北慈廉郡下轄13坊，郡人民委员会位于明开坊。
- 古芮一坊（Phường Cổ Nhuế 1）
- 古芮二坊（Phường Cổ Nhuế 2）
- 东鄂坊（Phường Đông Ngạc）
- 德胜坊（Phường Đức Thắng）
- 连幕坊（Phường Liên Mạc）
- 明开坊（Phường Minh Khai）
- 富演坊（Phường Phú Diễn）
- 福演坊（Phường Phúc Diễn）
- 西就坊（Phường Tây Tựu）
- 上葛坊（Phường Thượng Cát）
- 瑞芳坊（Phường Thụy Phương）
- 春鼎坊（Phường Xuân Đỉnh）
- 春早坊（Phường Xuân Tảo）

## 交通
- 越南鐵路
  - 北文線：富演站
- 河內都市鐵路3號線
  - 呠站 - 明開站 - 富演站